# Stephenson Percy Smith
Stephenson Percy Smith (11 juin 1840 - 19 avril 1922) est un arpenteur et ethnologue néo-zélandais. Il est le fondateur en 1892 de la Polynesian Society.